# CASA C-101 Aviojet
El CASA C-101 Aviojet és avió de reacció monomotor d'ala baixa desenvolupat per Construcciones Aeronáuticas S.A. en 1975 a petició de l'Exèrcit de l'Aire a la fi de reemplaçar aparells com el Hispano HA-200 en el rol d'entrenadors i avions d'atac lleugers. Al seu torn, la seva vida útil està programada per finalitzar l'any 2021, després de més de quaranta anys de vida activa, així el Ministeri de Defensa espanyol ha iniciat un projecte per valor de 225 milions d'euros a la fi de trobar-hi u substitut presentant un concurs públic que s'estendrà entre 2020 i 2023.
A més d'Espanya, on continua servint com entrenador i aparell de vol acrobàtic, aquest avió ha estat adoptat per les forces aèries de Jordània, Hondures i Xile amb un total de 143 unitats construïdes.

## Disseny i desenvolupament

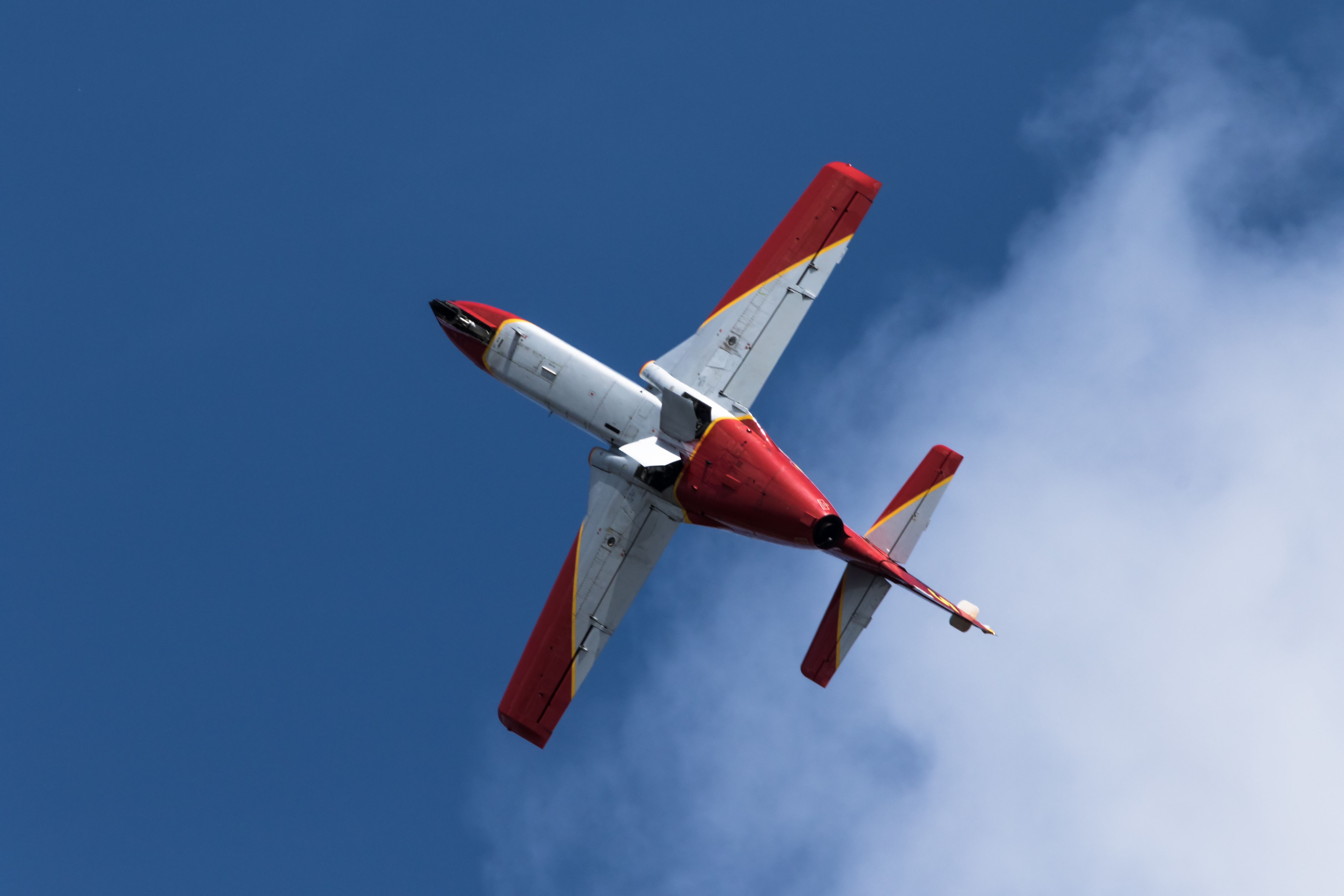
Vista ventral d'un C-101.

El projecte, encomanat a CASA, s'inicià amb l'objectiu de reemplaçar la flota d'avions d'entrenament de l'Exèrcit de l'Aire espanyol, que fins a 1975 consistia majoritàriament en Hispano HA-200 i HA-220, amb aparells més moderns. Com la resta d'entrenadors europeus també es requerí que l'avió fos capaç d'operar en missions d'atac lleuger.
CASA buscà l'ajut tècnic de les empreses Messerschmitt-Bölkow-Blohm i Northrop. El resultat va ser un disseny prou convencional amb ales rectes, timó únic i toveres fixes però, amb gran radi d'acció, alta modularitat i gran capacitat de càrrega gràcies als pilons situats al fuselatge. Aquest últim permetent dur equips electrònics de reconeixement i atac que ampliaren el nombre de rols que l'avió podia complir.
El primer vol es completà el 27 de juny de 1977 amb les primeres proves iniciant-se l'abril de 1978. Sorprenentment, les prestacions de l'aparell foren millors de les anticipades amb menor radi de gir i major tassa d'ascens. L'Exèrcit de l'Aire encomanà inicialment 88 unitats de la variant C-101EB amb la designació interna E.25 Mirlo. Sent el primer aparell entregat durant març de 1980.
CASA continuà treballant en l'aparell, introduint millores com ara un nou motor més potent, que cristal·litzarien en l'anomenada versió C-101BB amb capacitat avançada d'entrenament i atac. Hondures i Xile s'interessaran per aquesta versió adquirint, 4 unitats el primer i 4 unitats muntades més les peces per 8 unitats més que serien assemblades per l'empresa ENAER sota llicència el segon.
Durant 1983, CASA produí la versió C-101CC amb major rang i nou motor més potent. Xile n'adquirí el prototip inicial i la llicència per produir 22 aparells més, tots ells per ENAER. Posteriorment Jordània comprà 16 avions d'aquest tipus.
L'última variant, anomenada C-101DD, va ser desenvolupada per CASA l'any 1985, suposant un gran salt en les capacitats de l'avió. Amb capacitat per muntar radar i nova electrònica millorada l'avió no aconseguí cap ordre de producció i només volà un prototip.
Durant els anys noranta un programa de modernització de l'armament fou dut a terme a les versions C-101EB espanyoles.
Actualment, Espanya té la intenció de retirar l'aparell durant 2021 amb un nou programa d'entrenador avançat.

## Variants

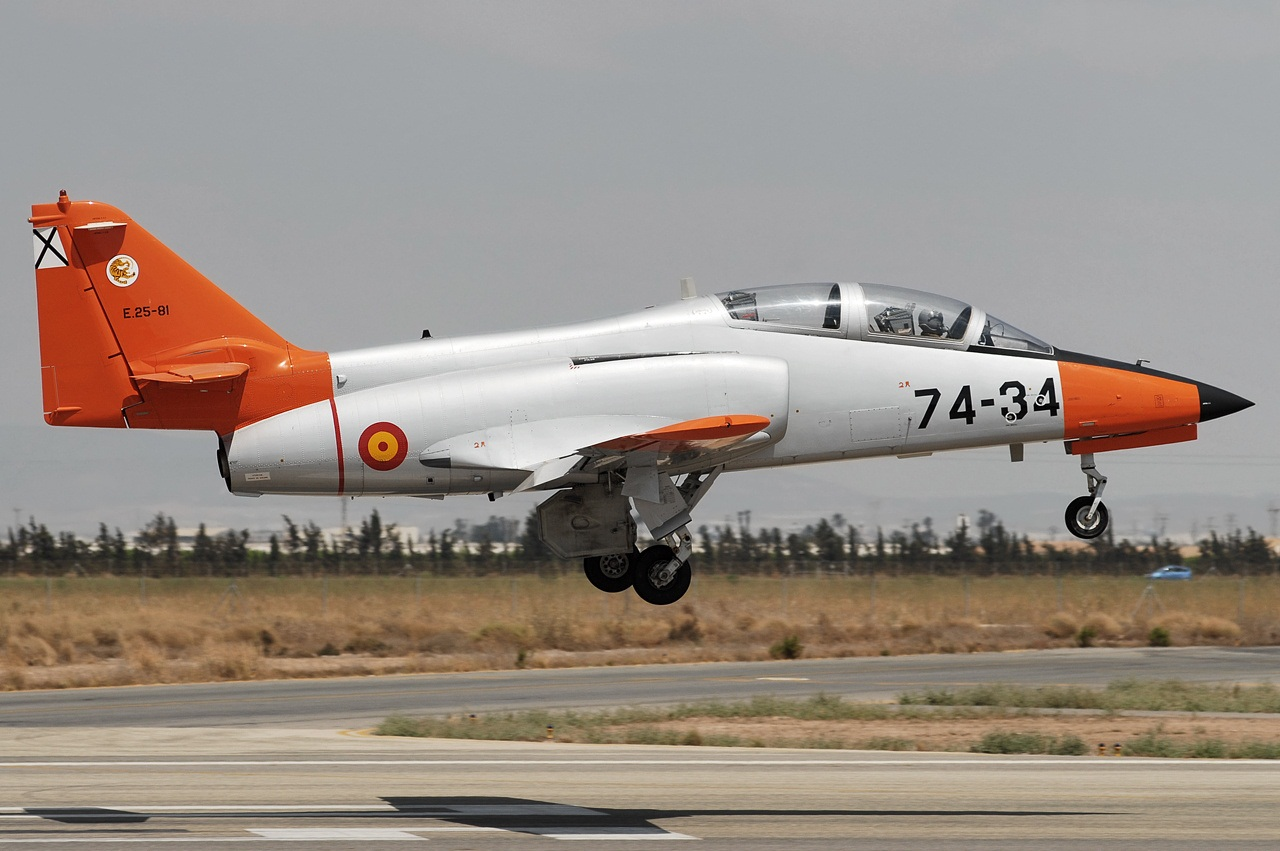
C-101EB espanyol enlairant-se.

### C-101EB
Versió inicial encarregada per l'Exèrcit de l'Aire espanyol. Oficialment designat com E.25 o Mirlo (merla en castellà) i extraoficialment "Culopollo" per la posició del reactor sota la cua. Aquesta variant és la més simple i es troba perfectament adaptada per la formació de nous pilots, sent emprada per la instrucció bàsica. 88 unitats produïdes.

### C-101BB
Versió d'exportació amb un motor nou Garrett TFE731-3-1J lleugerament més potent i pilons d'armament sota les ales, amb un màxim de 500 kg de càrrega, i el fuselage. Sent aquest últim capaç de dur equips modulars de reconeixement, defensa, atac o metralladores en configuració gun pod. Xile adquirí 12 unitats, 4 de les quals foren exportades per CASA i les altres 8 produïdes per ENAER amb llicència. Posteriorment la Força Aèria d'Hondures adquirí 4 unitats xilenes que encara l'equipen amb el nom T-36 Halcón.

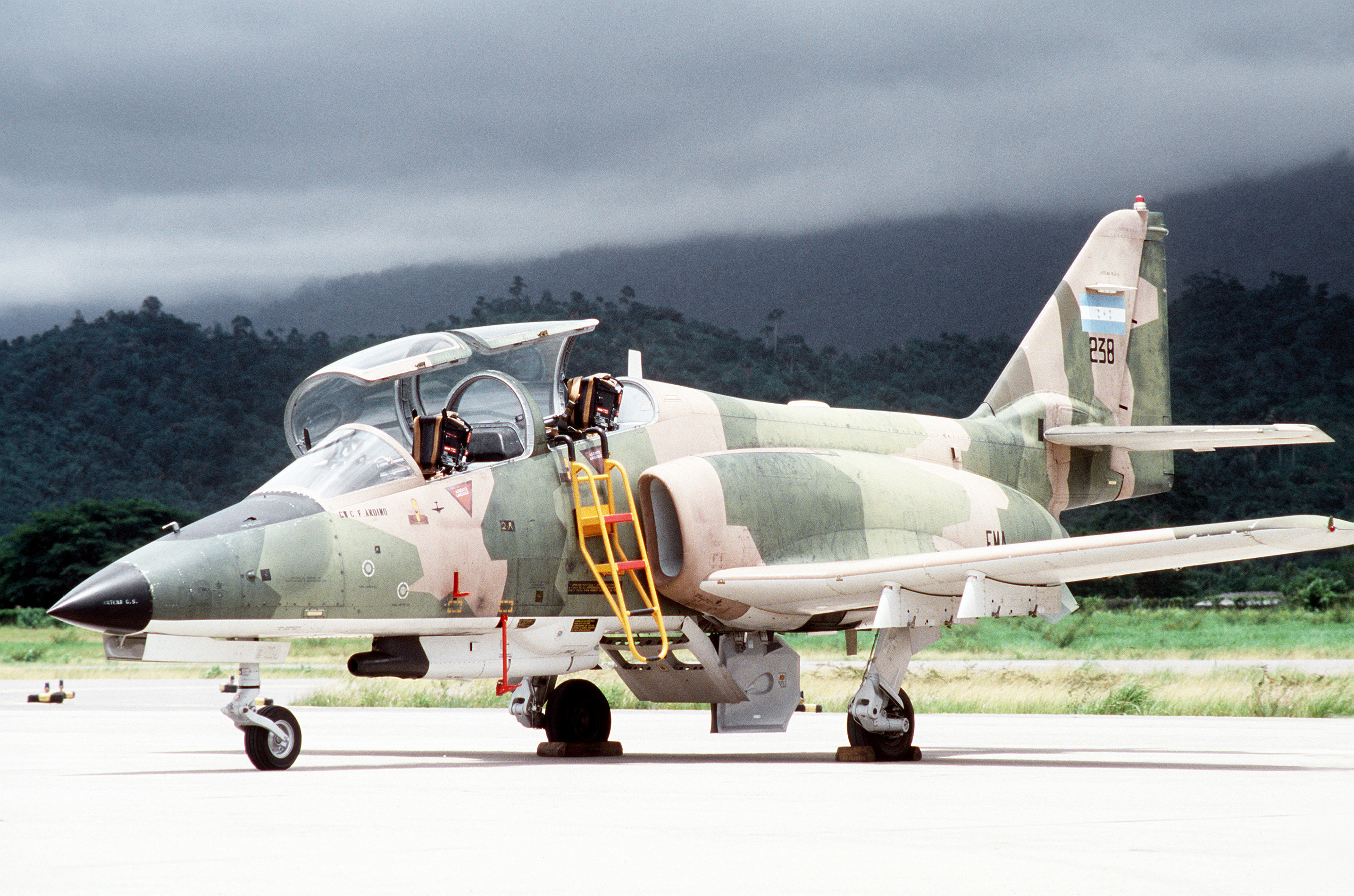
C-101BB de la Força Aèria d'Hondures.

### C-101CC
Variant optimitzada per l'atac a terra lleuger, fou encomanada per la Força Aèria Xilena. Les prestacions són similars a l'anterior però amb augment de l'autonomia de vol, cosa que permet l'aparell romandre enlairat ininterrompudament més de 7 hores. Oficialment anomenada A-36 Halcón. Xile ha realitzat lleugeres modificacions a aquesta versió, fins-i-tot arribant a desenvolupar un projecte per acoblar-hi un míssil antivaixell Sea Eagle que mai pogué materialitzar-se. Jordània també en comprà 16 unitats que compleixen la funció d'entrenador al Air College King Hussein dintre la base d'Al-Mafraq.

### C-101DD
Versió millorada amb aviònica més moderna incloent un radar GEC Marconi, comandaments en configuració HOTAS, receptor d'alerta de radar ALR-66, llançadors de contramesures elèctroniques i d'infrarojos, computador de navegació i atac, nou HUD de Ferranti i compatibilitat amb el míssil aire-terra AGM-65 Maverick. Només es construí un únic prototip l'any 1985.

## Especificacions (C-101EB)

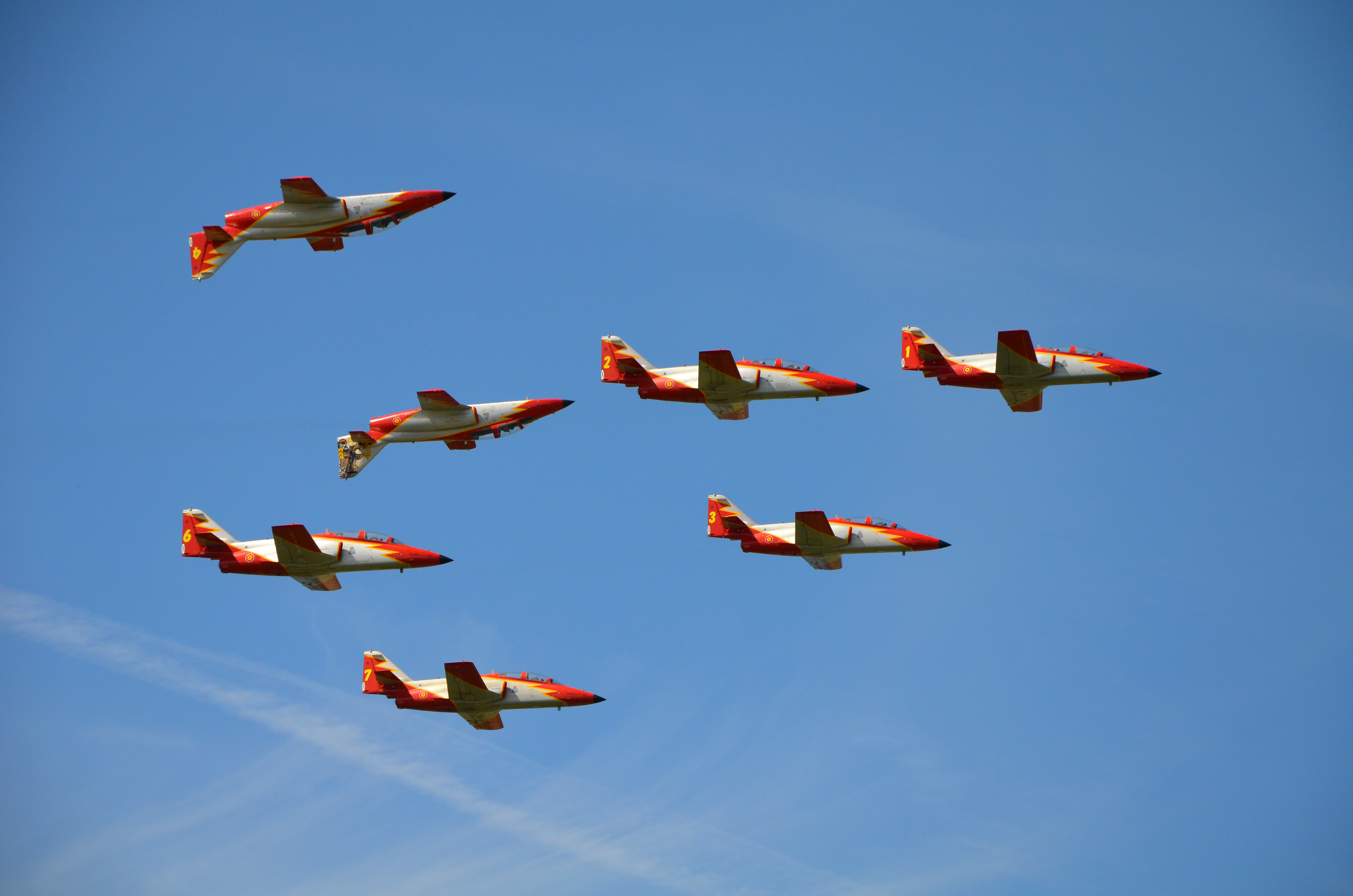
Patrulla Águila durant una exhibició a Payerne (Suïssa) l'any 2014.

### Característiques generals
- Tripulació: 2.
- Longitud: 12,25 m.
- Amplària: 10,6 m.
- Altura: 4,25 m.
- Superficie alar: 20 m².
- Pes buit: 3.800 kg.
- Pes màxim: 5.600 kg.
- Planta motriu: 1 motor Garrett TFE731-2-2J de 15,8 kN.

### Rendiment
- Velocitat màxima: 770 km/h.
- Alcanç: 4.000 km.
- Sostre: 12.500 m.
- Ascens: 1.490 m/min.
- Càrrega alar: 250 kg/m².
- Potència/Pés: 1:3.
- Límit de forces G: 7,5 positius i 3,9 negatius.

### Armament
- Armes: 1 canó automàtic DEFA de 30 mm o dues metralladores M3.50 de 12,7 mm
- 6 punts d'ancoratge: amb capacitat de 2.200 kg de bombes de caiguda lliure, coets o míssils aire-aire RAFAEL Shafrir 2.

## Curiositats

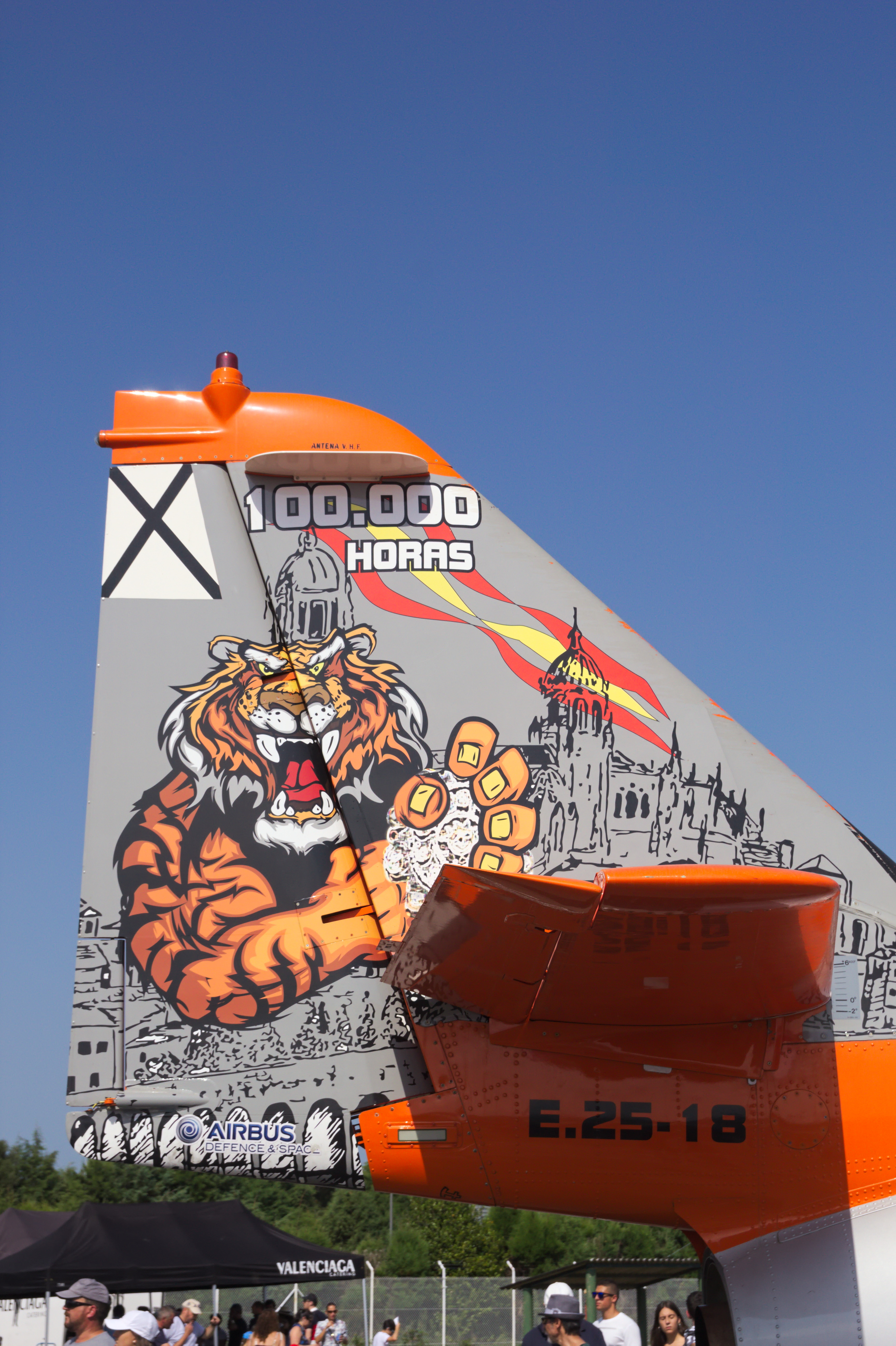
Detall de la cua de l'aparell número 5.

- La designació C-101 segueix l'esquema habitual de CASA amb la lletra indicant el constructor i els tres dígits, en ordre, indicant el primer el nombre de motors per aparell i la resta ordenand cronològicament els dissenys de la companyia.
- Per celebrar el 25è aniversari de la Patrulla Águila es decorà la cua de l'aparell número 5.
- L'aparell número 5 també du un adhesiu al lateral del fuselage amb la inscripció "World Champion 2010". Aquesta fou atorgada per l'exèrcit dels Països Baixos després la final de la Copa del Món de Futbol de 2010 que enfrontà les dues nacions.

## Incidents
D'ençà la seua entrada en servei i fins 2019 s'han registrat un total de 19 accidents involucrant C-101:
- El 2 de setembre de 2005, un C-101EB pertanyent a l'Exèrcit de l'Aire espanyol s'estavellà contra una casa en la localitat de Baeza provocant tant la mort del pilot com la de dos ocupants d'aquesta. Les causes de l'accident foren catalogades com conducta imprudent per part del pilot.
- El 4 d'octubre de 2005, dos C-101CC de la Força Aèria jordana col·lidiren durant un vol de demostració provocant la mort de 2 tripulants.
- El 26 d'abril de 2012, un C-101EB de l'Acadèmia General de l'Aire espanyola s'estavellà en Alcalá de Henares amb la conseqüent mort dels seus 2 tripulants.
- El 26 d'agost de 2019, un C-101EB de l'Exèrcit de l'Aire s'estavellà contra la mar Mediterrània front a La Manga del Mar Menor (Múrcia) posant fi a la vida del seu únic tripulant, el comandant Francisco Marín Núñez, instructor a l'Acadèmia General de l'Aire.[5]